# ルートヴィヒ3世 (東フランク王)
ルートヴィヒ3世（独：Ludwig III., 835年 - 882年1月20日）は兄弟と共同統治したカロリング朝第2代東フランク国王で初めはザクセン（在位：876年 - 882年）、のちバイエルンも受け持った（在位：880年 - 882年）。ルートヴィヒ2世（ドイツ人王）とシュッセンガウ伯ヴェルフの娘エンマ（古ヴェルフ家）の次男。若王（der Jüngere）といわれる。

## 生涯
876年8月に父ルートヴィヒ2世が死去、兄カールマンおよび弟カール3世とともに父の遺領を分割し、ルートヴィヒはフランケン、チューリンゲン、ザクセンを継承した。同年9月西フランク国王シャルル2世は帝国の統一をもくろみ、アーヘンを急襲、ケルンを拠点にルートヴィヒの領地へと兵を進めたが、三兄弟はルートヴィヒを中心として連合軍を組織し、10月8日、アンデルナハの戦いでシャルル軍を破った。また879年の西フランク国王ルイ2世の死後起こった継承争いに介入し、880年のリブモント条約によって西ロレーヌの獲得に成功した。さらに、880年に兄カールマンが嫡出子なく死去したためバイエルンをも獲得し、広大な王国を形成した。しかし、879年頃よりノルマン人の侵略を受け、880年エノーのティメオン近郊では勝利をおさめたものの、当時ルートヴィヒは病床にあり、コブレンツやトリーアなどが略奪を受け、ノルマン人との戦いにおいて義兄弟ザクセン公ブルン他多くの家臣らが戦死した。
882年、ルートヴィヒは男子後継者なく死去、東フランク王国は弟カール3世により再び統一された。

## 子女
ザクセン公リウドルフの娘リウトガルトと結婚したが、嫡出の男子は早世した。
- ルイ（876年 - 879年） - フランクフルト王宮の窓から落ちて死去
- ヒルデガルト（875/81年 - 900年以降） - フラウエンキームゼー修道院の修道女
- ベルンハルト

以下の庶子がいる。
- フーゴー（850年頃 - 880年）
- アダルハルト